# Markt Sankt Martin
Markt Sankt Martin (ungerska: Sopronszentmárton, kroatiska: Sveti Martin) är en ort och kommun i Österrike. Den ligger i distriktet Oberpullendorf i förbundslandet Burgenland, i den östra delen av landet, 70 km söder om huvudstaden Wien. 
Kommunen består av tre orter (Ortschaften) (inom parentes invånarantal 1 januari 2024):
- Landsee (280)
- Markt Sankt Martin (802)
- Neudorf bei Landsee (200)